# 沖縄県道233号塩川仲筋線
沖縄県道233号塩川仲筋線（おきなわけんどう233ごう しおかわなかすじせん）は、かつて存在した一般県道である。沖縄県宮古郡多良間村塩川と仲筋とを結んでいたが、2013年3月15日沖縄県告示第169号により県道としては廃止され、多良間村に移管された。

## 概要
多良間島の中心部である塩川から、多良間島の西側を海岸沿いに半周し、多良間空港や多良間漁港を経て、旧多良間空港の手前に至る路線であった。なお、空港の移転に伴い、現在の多良間空港へのアクセス道として、塩川と多良間空港をほぼ直線で結ぶ村道多良間空港線が整備されている。

### 路線データ
- 起点：宮古郡多良間村字塩川（沖縄県道205号多良間多良間港線・前泊港）
- 終点：宮古郡多良間村字仲筋
- 総延長：7.68km（実延長も同じ）

## 歴史
- 1987年（昭和62年） - 県道に指定。
- 2003年（平成15年） - 多良間空港が本路線沿いの島西部の現在地へ移転。
- 2013年（平成25年）3月15日 - 県道として廃止。

### 通過する自治体
- 宮古郡多良間村（多良間島）

### 交差する道路
- 沖縄県道205号多良間多良間港線（起点）

### 主要施設
- 前泊港（起点）
- 多良間空港（多良間村字仲筋）